# Dar Affès

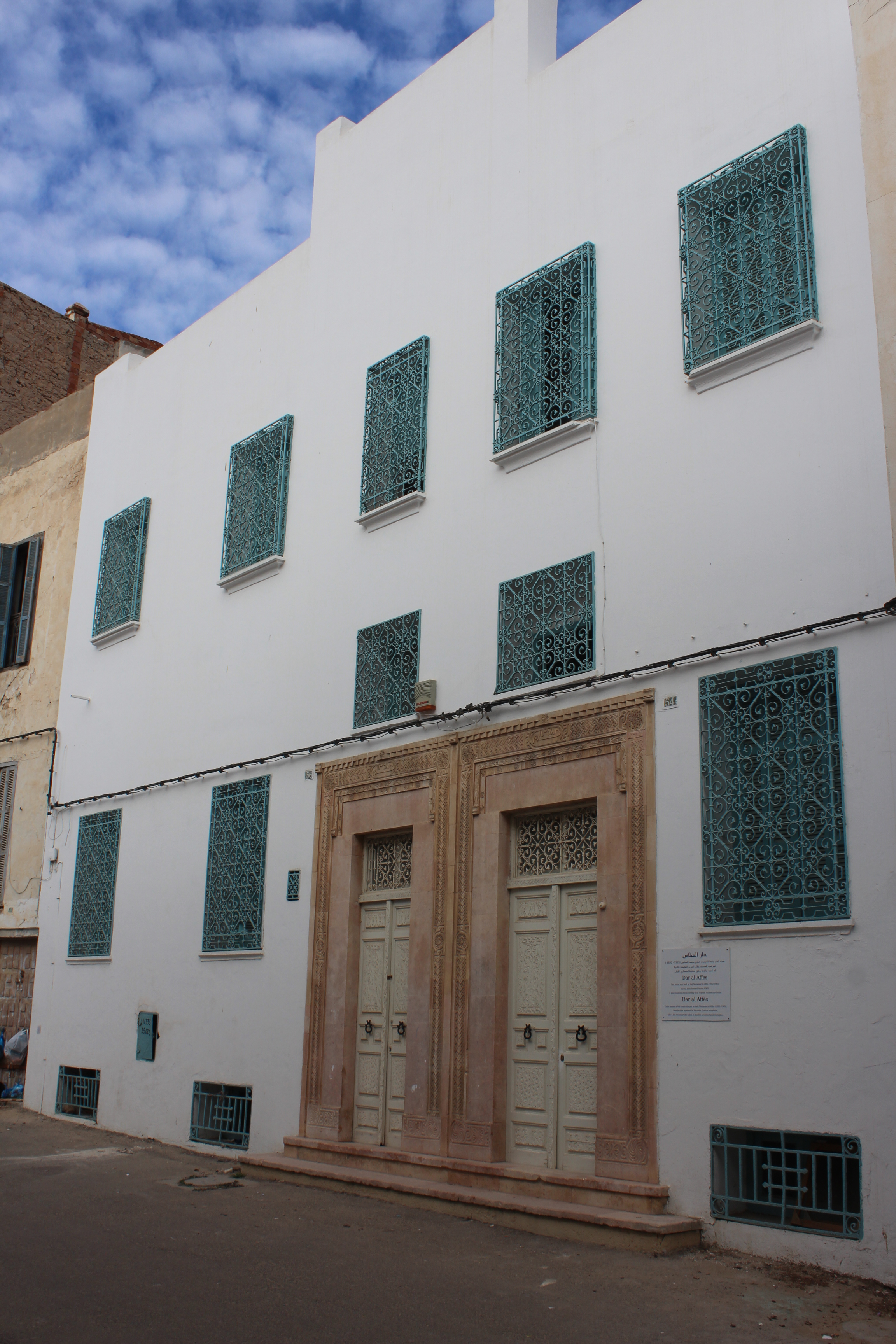
Façade du Dar Affès.

Le Dar Affès (arabe : دار العفاس) est l'une des anciennes demeures de la médina de Sfax.

## Localisation
Le Dar Affès se trouve dans la partie sud-ouest de la médina, sur la rue de la Kasbah, tout près de la kasbah et de la médersa Abbssiya.

## Histoire

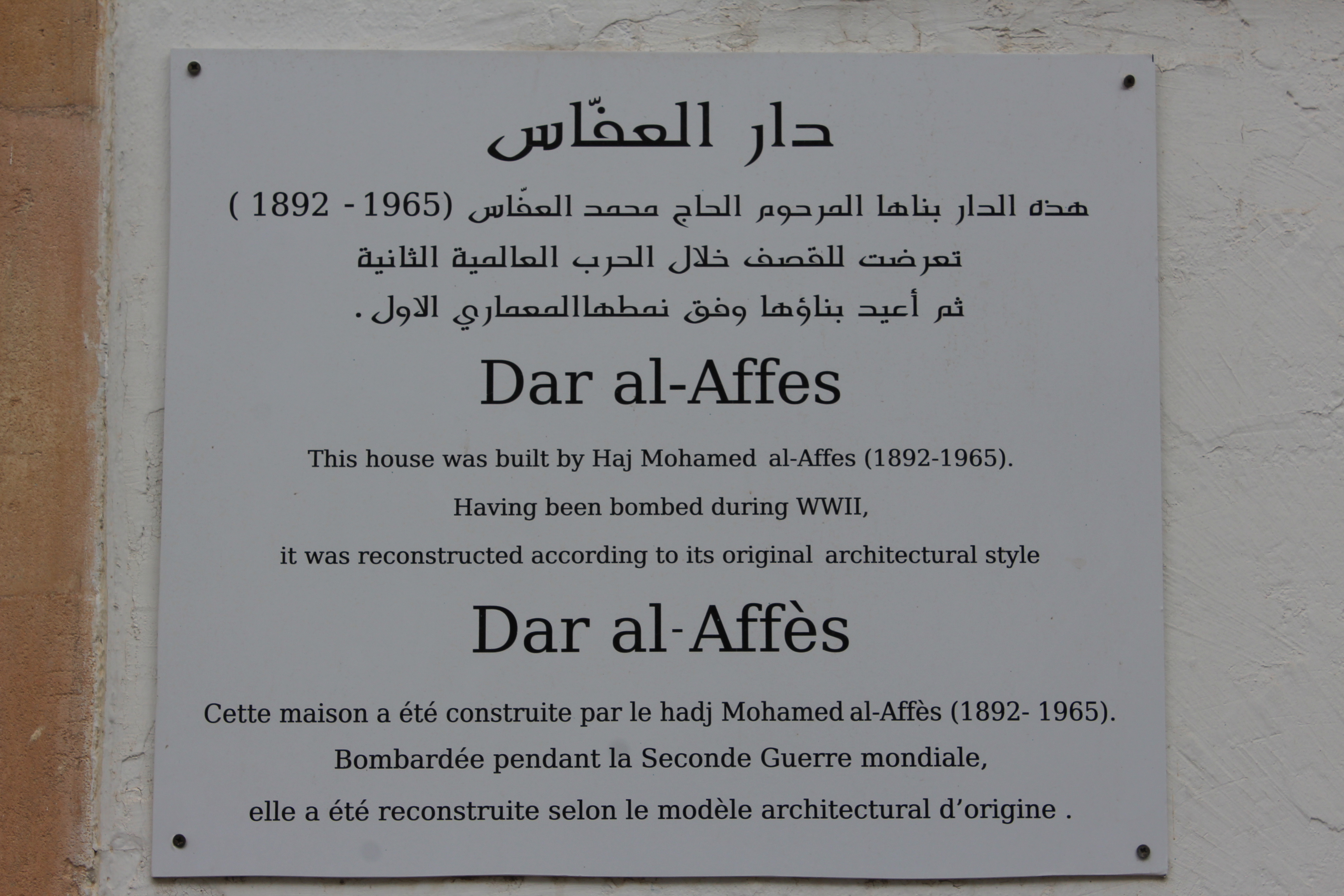
Plaque commémorative du Dar Affès.

Selon la plaque commémorative à l'entrée de la demeure, elle est bâtie par Hadj Mohamed Affès (1892-1965). Comme beaucoup d'autres monuments de la médina, elle est bombardée durant la Seconde Guerre mondiale. Toutefois, elle subit des travaux de restauration avec une restitution de son architecture originale.
En 2016, et dans le cadre de la désignation de Sfax comme capitale arabe de la culture, on la transforme en une maison de poésie et un espace culturel pour les associations locales.

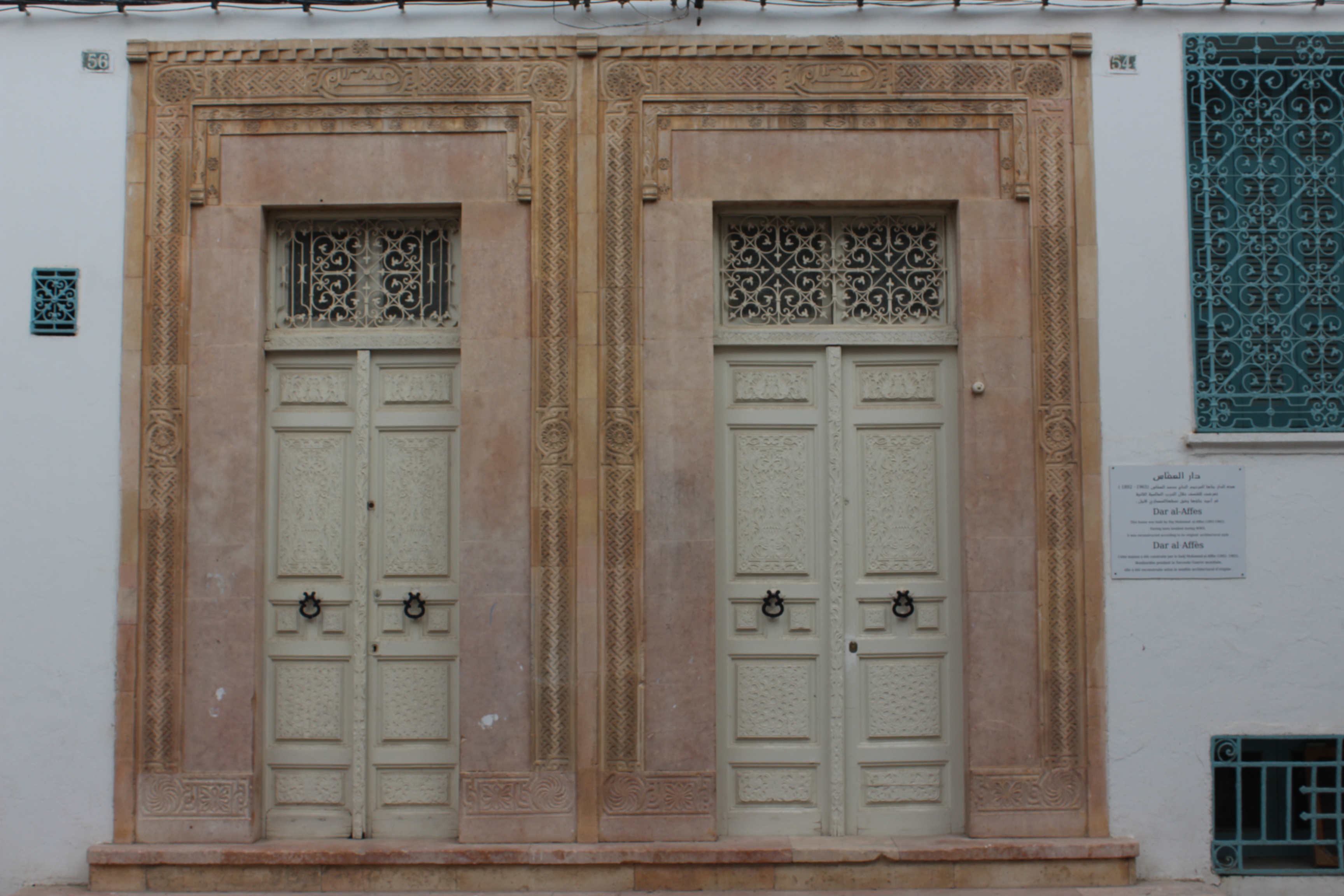
Entrée principale de la maison.
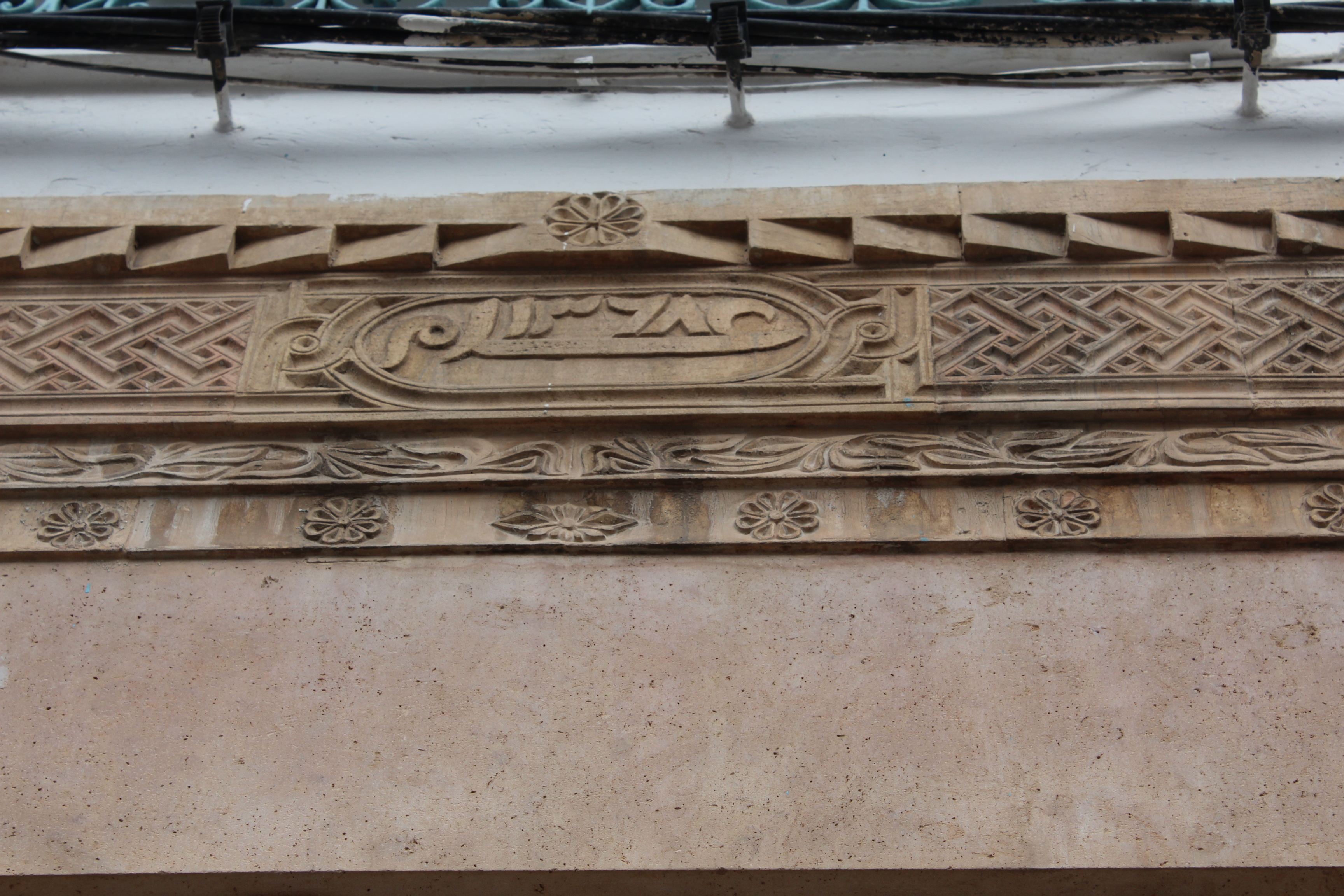
Inscription à l'entrée indiquant la date exacte de la construction.
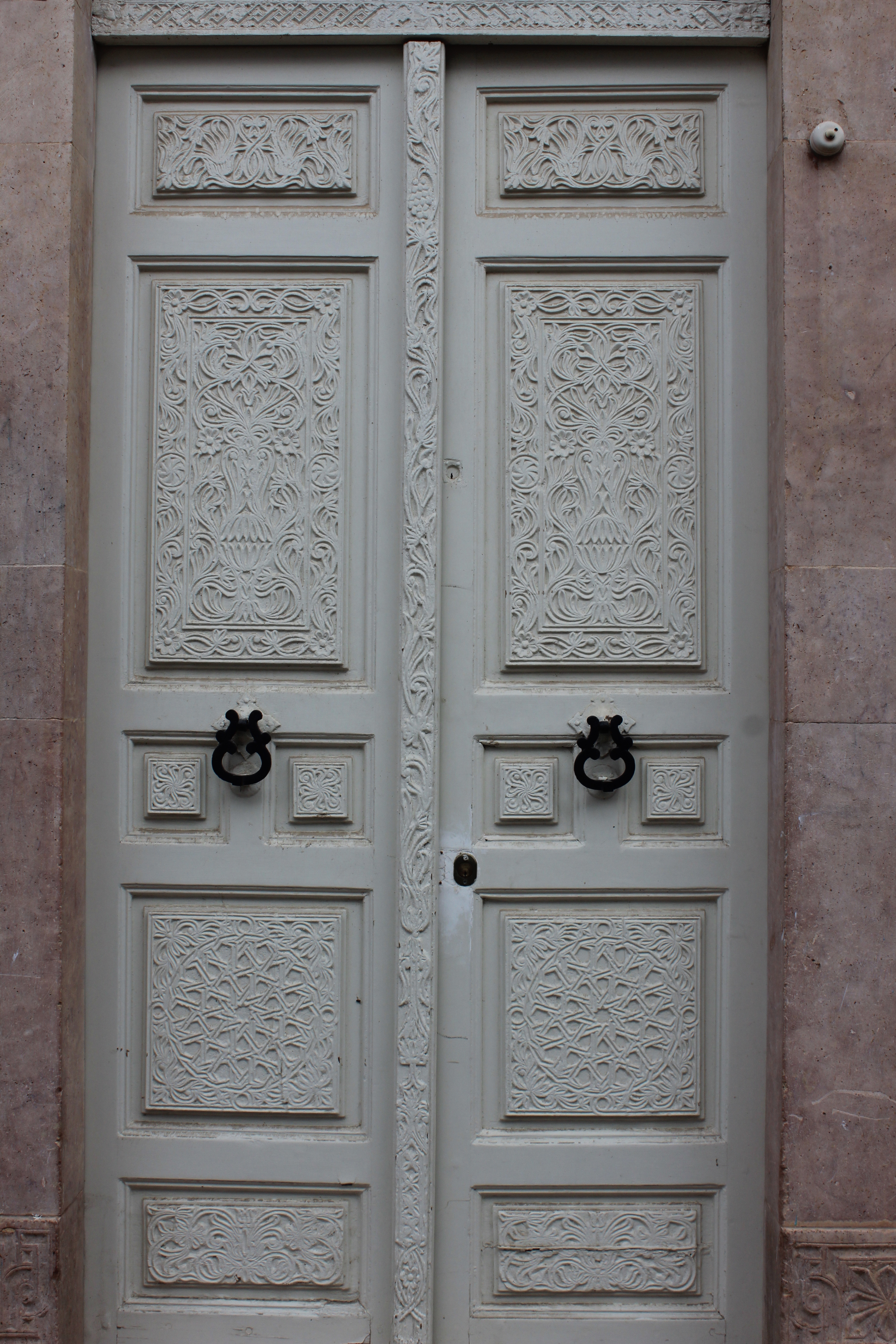
Porte principale.
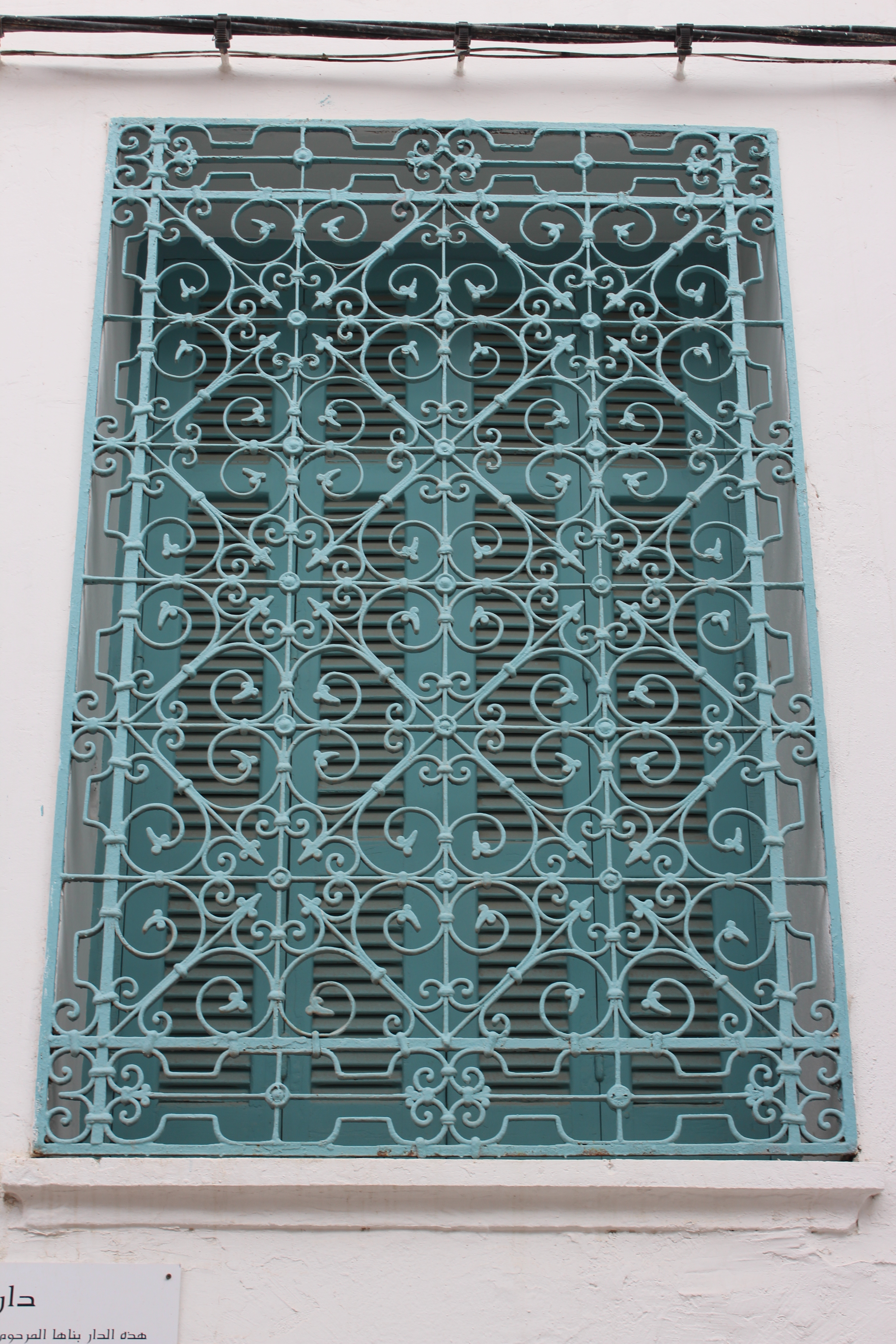
Décoration des fenêtres.